# Eptakomi
Eptakomi (gr. Επτακώμη, tur. Yedikonuk) – wieś na Cyprze, w dystrykcie Famagusta, na półwyspie Karpas. Położona jest na terenie republiki Cypru Północnego.